# Montagny-en-Vexin
Montagny-en-Vexin település Franciaországban, Oise megyében. Lakosainak száma 676 fő (2022. január 1.). Montagny-en-Vexin Montjavoult, Magny-en-Vexin, Serans és Saint-Gervais községekkel határos.

## Népesség
A település népességének változása:
| Lakosok száma | 158  | 263  | 194  | 184  | 201  | 169  | 376  | 616  | 669  | 676  |
|               | 1793 | 1841 | 1866 | 1886 | 1911 | 1946 | 1982 | 2011 | 2017 | 2022 |